# Червеноопашата риба хирург
Acanthurus achilles е вид лъчеперка от семейство Acanthuridae. Видът е незастрашен от изчезване.

## Разпространение и местообитание
Разпространен е в Американска Самоа, Гуам, Кирибати (Гилбъртови острови, Лайн и Феникс), Малки далечни острови на САЩ (Атол Джонстън, Лайн, Мидуей, Остров Бейкър, Уейк и Хауленд), Маршалови острови, Мексико, Микронезия, Ниуе, Нова Каледония, Острови Кук, Питкерн, Самоа, САЩ (Хавайски острови), Северни Мариански острови, Токелау, Тонга, Тувалу, Уолис и Футуна, Фиджи, Френска Полинезия (Австралски острови, Дружествени острови, Маркизки острови и Туамоту) и Япония.
Среща се на дълбочина от 0,5 до 10 m, при температура на водата от 22,5 до 29 °C и соленост 34,1 – 36,2 ‰.

## Описание
На дължина достигат до 24 cm.
Популацията им е стабилна.